# Термінал ЗПГ Канапорт
Термінал ЗПГ Канапорт — інфраструктурний об'єкт для прийому та регазифікації зрідженого природного газу на східному узбережжі Канади. Розташований в порту Сент-Джон провінції Нью-Брансвік.
Термінал ввели в експлуатацію у 2009 році з потужністю по регазифікації у 28 млн м3 на добу (в піковому режимі — 33,9 млн м3). Для зберігання прийнятого ЗПГ одразу спорудили два резервуари по 160000 м3, а у 2010-му додали третій такий же. При цьому причальний комплекс Канапорту здатен приймати газові танкери розміром до Q-Max (266000 м3) включно.
Видача регазифікованої продукції відбувається через Brunswick Pipeline довжиною 145 км, введений в дію у тому ж році що і термінал. При цьому через систему Maritimes&Northeast Pipeline можлива поставка до північно-східних штатів США (Нової Англії).
Проект реалізовано іспанською компанією Repsol (75 %) та місцевою Irving Oil (25 %). Остання володіє нафтопереробним заводом Сент-Джон, використання порту якого дозволило здешевити проект.
Планувалось подальше розширення терміналу до 56,5 млн м3 на добу, проте його спорудження припало на переломний момент у розвитку газової промисловості США, внаслідок чого вони невдовзі перетворились на нетто-експортера природного газу. Втім, адміністративні перепони на шляху будівництва газопроводів у Новій Англії певний час сприяли продовженню імпорту ЗПГ. В цьому брав участь і термінал Канапорт, наприклад, у 2016 році через нього до США поставили 0,45 млрд м3 газу.
В той же час, повне зникнення в майбутньому попиту на імпорт ЗПГ до США є вельми ймовірним, тому власники терміналу Канапорт розглядали можливість перетворення його на майданчик для виробництва і подальшого експорту зрідженого газу, за прикладом цілого ряду інших об'єктів Північної Америки (наприклад, Коув Поінт, Ельба, Фріпорт). Проте станом на 2016 рік було оголошено, що проект заморожено через відсутність інтересу з боку можливих інвесторів, тоді як будівництво заводу оцінюється у 14 млрд доларів США.